# Primera Liga de Croacia 2003-04
La Prva HNL 2003-04, fue la decimotercera temporada de la Primera División de Croacia. El campeón fue el club Hajduk Split que consiguió su quinto título a nivel nacional.
El torneo se disputa en una primera fase con partidos de ida y regresó para un total de 22 partidos. Posteriormente se jugó una ronda de playoffs con los seis primeros en disputa del campeón de la temporada y clasificación a copas internacionales y con los seis restantes para determinar un equipo descendido a la 2. HNL.
Los dos equipos descendidos la campaña anterior el Pomorac Kostrena y el HNK Šibenik fueron sustituidos para esta temporada por el Marsonia Slavonski Brod y el Inter Zaprešić provenientes de la 2. HNL.

## Tabla de posiciones

### Primera fase
|  |     | Equipo                  | PJ | PG | PE | PP | GF | GC | DG  | PTS |
|  | --- | ----------------------- | -- | -- | -- | -- | -- | -- | --- | --- |
|  | 1.  | Hajduk Split            | 22 | 18 | 1  | 3  | 46 | 18 | +28 | 55  |
|  | 2.  | Dinamo Zagreb           | 22 | 15 | 5  | 2  | 47 | 16 | +31 | 50  |
|  | 3.  | HNK Rijeka              | 22 | 8  | 7  | 7  | 26 | 25 | +1  | 31  |
|  | 4.  | NK Osijek               | 22 | 8  | 5  | 9  | 36 | 40 | -4  | 29  |
|  | 5.  | Varteks Varaždin        | 22 | 7  | 8  | 7  | 21 | 25 | -4  | 29  |
|  | 6.  | NK Zadar                | 22 | 7  | 7  | 8  | 37 | 44 | -7  | 28  |
|  | 7.  | Kamen Ingrad Velika     | 22 | 8  | 4  | 10 | 32 | 27 | +5  | 28  |
|  | 8.  | Inter Zaprešić (A)      | 22 | 6  | 9  | 7  | 22 | 23 | -1  | 27  |
|  | 9.  | Slaven Belupo           | 22 | 6  | 8  | 8  | 22 | 27 | -5  | 26  |
|  | 10. | Cibalia Vinkovci        | 22 | 5  | 5  | 12 | 25 | 35 | -10 | 20  |
|  | 11. | NK Zagreb               | 22 | 3  | 10 | 9  | 21 | 32 | -11 | 19  |
|  | 12. | Marsonia Slav. Brod (A) | 22 | 4  | 5  | 13 | 25 | 48 | -23 | 17  |

|  | Grupo campeonato |
|  | Grupo descenso   |

### Grupo Campeonato
|  |    | Equipo           | PJ | PG | PE | PP | GF | GC | DG  | PTS |
|  | -- | ---------------- | -- | -- | -- | -- | -- | -- | --- | --- |
|  | 1. | Hajduk Split     | 32 | 25 | 3  | 4  | 63 | 24 | +39 | 78  |
|  | 2. | Dinamo Zagreb    | 32 | 23 | 7  | 2  | 77 | 25 | +52 | 76  |
|  | 3. | HNK Rijeka       | 32 | 11 | 9  | 12 | 36 | 41 | -5  | 42  |
|  | 4. | NK Osijek        | 32 | 11 | 6  | 15 | 50 | 57 | -7  | 39  |
|  | 5. | Varteks Varaždin | 32 | 9  | 11 | 12 | 33 | 42 | -9  | 38  |
|  | 6. | NK Zadar         | 32 | 7  | 11 | 14 | 46 | 71 | -25 | 32  |

### Grupo Descenso
|  |     | Equipo                  | PJ | PG | PE | PP | GF | GC | DG  | PTS |
|  | --- | ----------------------- | -- | -- | -- | -- | -- | -- | --- | --- |
|  | 7.  | Kamen Ingrad Velika     | 32 | 13 | 7  | 12 | 45 | 36 | +9  | 46  |
|  | 8.  | Inter Zaprešić (A)      | 32 | 11 | 9  | 12 | 40 | 38 | +2  | 42  |
|  | 9.  | Slaven Belupo           | 32 | 10 | 10 | 12 | 37 | 39 | -2  | 40  |
|  | 10. | NK Zagreb               | 32 | 8  | 12 | 12 | 33 | 41 | -8  | 36  |
|  | 11. | Cibalia Vinkovci        | 32 | 8  | 7  | 17 | 39 | 53 | -14 | 31  |
|  | 12. | Marsonia Slav. Brod (A) | 32 | 5  | 10 | 17 | 32 | 64 | -32 | 25  |

- (A) : Ascendido la temporada anterior.

|  | Campeón y clasificado a la Liga de Campeones de la UEFA 2004-05. |
|  | Clasificado a la Copa de la UEFA 2004-05.                        |
|  | Playoffs de Promoción-Descenso.                                  |
|  | Desciende a la 2. HNL 2004-05.                                   |

### Promoción
El Cibalia Vinkovci perdió su lugar en la máxima categoría al ser superado por el Međimurje Čakovec que obtiene el ascenso a la Primera división.
| 21 de mayo de 2004 | Međimurje Čakovec | 2:0 | Cibalia Vinkovci |  |  |

| 23 de mayo de 2004 | Cibalia Vinkovci | 2:2 | Međimurje Čakovec |  |  |

## Máximos Goleadores
| Posic. | Jugador          | Club                | Goles |
| ------ | ---------------- | ------------------- | ----- |
| 1      | Robert Špehar    | NK Osijek           | 18    |
| 2      | Goran Ljubojević | NK Osijek           | 16    |
| 2      | Dario Zahora     | Dinamo Zagreb       | 16    |
| 4      | Zoran Zekić      | Kamen Ingrad Velika | 13    |
| 5      | Mate Brajković   | NK Zadar            | 12    |
| 5      | Petar Krpan      | Hajduk Split        | 12    |
| 5      | Marijan Vuka     | NK Marsonia         | 12    |

Fuente: 1.hnl.net